# GP Beiras e Serra da Estrela
Der GP Beiras e Serra da Estrela (offizieller Name: Grande Prémio Internacional Beiras e Serra da Estrela, auch Volta Internacional Cova da Beira) ist ein portugiesisches Straßenradrennen für Männer. 
Das Etappenrennen findet in den Regionen Cova da Beira und Serra da Estrela statt. Erstmals austragen wurde es im Jahr 2016, von 2020 bis 2022 fand das Rennen nicht statt. Das Rennen gehört zur UCI Europe Tour und war bis 2019 in die Kategorie 2.1 eingestuft, seit 2023 hat es die Kategorie 2.2.
Premierensieger wurde Joni Brandão aus Portugal.

## Palmarès
| Jahr | Sieger          | Zweiter                  | Dritter          |
| ---- | --------------- | ------------------------ | ---------------- |
| 2016 | Joni Brandão    | Sergio Pardilla          | Edgar Pinto      |
| 2017 | Jesús del Pino  | Alexander Jewtuschenko   | Beñat Txoperena  |
| 2018 | Dmitri Strachow | César Fonte              | Joni Brandão     |
| 2019 | Edwin Ávila     | Vicente García de Mateos | Joni Brandão     |
| 2023 | Artjom Nytsch   | Abel Balderstone         | Pelayo Sánchez   |
| 2024 | Artjom Nytsch   | Alex Molenaar            | Mauricio Moreira |
| 2025 |                 |                          |                  |